# جورج سارتن
جورج ألفريد ليون سارتون، كيميائي ومؤرخ أمريكي بلجيكي المولد. يعتبر مؤسس تخصص تاريخ العلوم كمجال دراسة مستقل. له إسهامات كثيرة في تاريخ العلوم وأكثر أعماله تأثيرًا هو كتاب «مقدمة في تاريخ العلوم»، والذي يتكون من ثلاثة مجلدات و 4296 صفحة. سعى سارتون في نهاية المطاف إلى تحقيق فلسفة متكاملة للعلم توفر صلة بين العلوم والإنسانية، والتي أشار إليها باسم «الإنسانية الجديدة».

## حياته وعمله
وُلد جورج ألفريد ليون سارتون لوالديه ليون فان هالمي وألفريد سارتون في 31 أغسطس 1884 في خنت، شرق فلانديرز، بلجيكا. توفيت والدته بعد عام من ولادته.
التحق جورج بالمدرسة أولاً في قريته قبل أن يلتحق بمدرسة أخرى في وقت لاحق لمدة أربع سنوات في مدينة شيماني. التحق جورج لأول مرة بجامعة خنت عام 1902 لدراسة الفلسفة، لكنه وجد أن هذا التخصص لا يتوافق مع اهتماماته وبالتالي توقف عن الدراسة. في عام 1904 التحق مرة أخرى بالجامعة لدراسة العلوم الطبيعية. حصل جورج خلال الفترة التي قضاها في جامعة غينت على عدة أوسمة. في عام 1908، منحته الجامعات البلجيكية الأربع ميدالية ذهبية في الكيمياء، ومنحته مدينة غينت ميدالية فضية لمذكراته التي كتبها. حصل على الدكتوراه عام 1911 بأطروحة في الميكانيكا السماوية. بعد فترة وجيزة من تخرجه، في 22 يونيو 1911، تزوج جورج من إلانور مابيل وهي فنانة ومصممة أثاث مشهورة. انتقل الزوجان إلى منزل في قرية ونديلجيم حيث وُلدت طفلتهما الوحيدة وهي ابنتهما إليانور ماري عام 1912.
خلال الحرب العالمية الأولى، في أغسطس 1914، غزا الجيش الألماني بلجيكا. في هذا الوقت لم يكن جورج عضوا رسميا في الحرس المدني البلجيكي. على الرغم من ذلك، عندما حدث الغزو، التحق جورج بالحرس الملكي وكُلف بحراسة تقاطع السكك الحديدية القريب، لكن جورج لم يواجه أي جنود ألمان في تلك الليلة.
كان يُعامل أفراد الحرس المدني كجواسيس أثناء الاحتلال الألماني، لذا قام جورج بدفن معطف الحرس المدني الذي كان يرتديه في حديقة قريبة حتى لا يتم كشفه وإطلاق النار عليه كجاسوس. خلال هذا الوقت، قُتل 26 جنديًا ألمانيًا في بلدته. بعد فترة وجيزة من الاحتلال الألماني، هاجرت عائلة سارتون إلى إنجلترا ، سافرت أولاً إلى هولندا ثم إلى لندن. لم يتمكنوا من أخذ العديد من الممتلكات معهم، دُفنت أوراق من كتاب تاريخ العلوم الذي كان يؤلفه سارتون مع معطفه.
في إنجلترا عمل جورج في مكتب الحرب، ولم يكن قادرًا على إعالة أسرة مكونة من ثلاثة أفراد على راتبه. غادر جورج إلى أمريكا بحثًا عن وظيفة تمكنه من إعالة أسرته والسماح له بإكمال حلمه في كتابة تاريخ العلوم. تبعته زوجته وابنته إلى أمريكا في سبتمبر 1915.
درس سارتون في جامعة إلينوي في صيف عام 1915 كما حصل على جائزة من أكاديمية العلوم في باريس، للجهد الذي بذله في تأليف كتاب تاريخ العلوم. عمل في مؤسسة كارنيغي للسلام الدولي وحاضر في جامعة هارفارد، 1916-1918. حاضر سارتون في الفلسفة في نفس الجامعة للعام الدراسي 1916-1917، وفي تاريخ العلوم في العام الدراسي 1917-1918. قام سارتون بالتدريس أيضًا في كلية المعلمين بجامعة كولومبيا خلال صيف عام 1917. ، أصبح محاضرًا في في جامعة هارفارد عام 1920، وأستاذًا لتاريخ العلوم من عام 1940 حتى تقاعده عام 1951. وكان أيضًا باحثًا مشاركًا في معهد كارنيغي بواشنطن من عام 1919 حتى عام 1948. بعد تعيينه باحثًا مشاركًا، بدأ سارتون بالتخطيط لإصدار مجلة إيزيس.
أراد سارتون أن يؤلف كتابًا شاملاً مكون من تسعة مجلدات عن تاريخ العلوم واختار له عنوان «مقدمة في تاريخ العلوم». وأثناء إعداده للمجلد الثاني، تعلم اللغة العربية وسافر في جميع أنحاء الشرق الأوسط كجزء من أبحاثه، وتفقد المخطوطات الأصلية لعلماء المسلمين. خلال الفترة التي قضاها في الشرق الأوسط، ساعد في إضفاء الطابع المؤسسي على مدرسة المستعربين الإسبان. حيث بدأ بالعمل معهم في عام 1928، بقيادة خليان ربيرة وأسين بلاثيوس. ساهم المستعربون الإسبان في إثراء مجلة إيزيس، ونشر سارتون بعض مقالاتهم في المجلة. كما شارك سارتون المستعربين الإسبان في وجهات النظر أكثر مما فعل مع مؤرخي العلوم الآخرين. كان لديهم وجهات نظر متشابهة حول كيف يتطور العلم. تبادل سارتون والإسبان أيضًا وجهات نظر مماثلة حول النظرية الفيزيائية المسماة بـ الانتشار.
قاد سارتون مجموعة من العلماء الذين اصبحوا لاحقا معلمين للإسبان. اعترف سارتون بأن جوليان ريبيرا كان المستعرب الأسباني الرائد. كان سارتون مهتمًا أيضًا وكتب مقالات حول البحث الذي كان ريبيرا يعمل عليه حول انتقال الموسيقى الشرقية إلى الغرب. وأصبح لاحقًا مهتما بمعرفة طريقة انتشار العلم بنفس اهتمام ريبيرا بطريقة انتقال الموسيقى من الشرق إلى الغرب لأنه في العصور الوسطى، كانت الموسيقى مرتبطة بشكل عام بالرياضيات وجزء من التعاليم. كان سارتون واثقا ومتأكدا بشدة من أن الإسهام الإسلامي في العلم كان العنصر الأكثر تأثيرا في تطور العلوم في العصور الوسطى في أوروبا، وكان غاضبًا عندما تجاهلت دراسات العصور الوسطى الغربية هذه الحقيقة.
بحلول وقت وفاته، كان قد أكمل المجلدات الثلاثة الأولى فقط الأول: من هوميروس إلى عمر الخيام. والثاني من الحاخام بن عزرا إلى روجر باكون والثالث العلم والتعلم في القرن الرابع عشر. استلهم سارتون العديد من الأفكار التي كتبها من مؤلفات ليوناردو دافنشي، لكنه لم يصل إلى هذه الفترة في التاريخ قبل وفاته. مع ذلك، كانت إحدى المحاضرات التي ألقاها سارتون خلال السنة الأولى من عمله في جامعة هارفارد عن دافنشي نفسه وكانت بعنوان «العلم والحضارة في زمن ليوناردو دافنشي، العالم والفنان».
بعد وفاته في 22 مارس 1956، كامبريدج، ماساتشوستس، طُبعت مجموعة مختارة من أوراقه ونُشرت عن طريق مطبعة جامعة هارفارد عام 1962.

## تاريخ مجتمع العلم
تكريمًا لإنجازاتِ سارتون، أُنشئ مجتمعَ تأريخَ العلم الجائزةَ المعروفة بوسامِ جورج سارتون، وهي الجائزةُ الأكثر رفعةً، وهي تُمْنَح سنوياً منذ عام 1955 إلى كل عالم بارزِ مِنْ مؤرخِي العِلْمِ ينتخب مِنْ المجتمعِ العلميِ الدوليِ، ويُعد الوسام بمثابة تكريم للعالم المستحق لإنجازاته العلمية.

## من منجزاته ومؤلفاته
لقد كان سارتون مؤسسَ سلسلة إيسيس وأوزيرس. وأشرف مع ماكدونالد على مجلة إيزيس للأعوام 1913م-1946م، من أبرز أعماله كتاب المدخل إلى تاريخ العلم وهو كتاب بحجمِ ثلاثة مجلدات ويحتوي على 4,236 صفحةَ، وله 15 كِتاب آخرِ وأكثر من 300 مقالة بهذا المجال.

## روابط خارجية
- جورج سارتن على موقع الموسوعة البريطانية (الإنجليزية)
- جورج سارتن على موقع إن إن دي بي (الإنجليزية)